# Monika John
Monika John (* 31. Mai 1935 in Berlin) ist eine deutsche Schauspielerin und Synchronsprecherin.

## Leben
Nach Schauspielunterricht in Berlin und München gab sie 1953 ihr Debüt in dem Theaterstück Süden von Julien Green am Residenztheater in München. Von 1953 bis 1955 hatte sie ein Engagement an den Städtischen Bühnen Osnabrück. Danach wurde sie freischaffende Schauspielerin und gastierte unter anderem an der Volksbühne Berlin. Von 1973 bis 1979 gehörte sie zum Ensemble der Münchner Kammerspiele, von 1979 bis zum Ende der 1980er-Jahre zum Ensemble des Bayerischen Staatsschauspiels.
Monika John übernahm am Theater meist kleinere Rollen, vorwiegend in Komödien. Einen großen Auftritt hatte sie 1987 als Ella in Manfred Karges Monologstück Jacke wie Hose. Im Film und Fernsehen war sie seit 1957 zu sehen. Oft verkörperte sie die etwas biedere Frau von nebenan. So stellte sie in der Fernsehserie Funkstreife Isar 12 die Ehefrau des Polizeihauptwachtmeisters Herbert Dambrowski (Wilmut Borell) dar. Darüber hinaus arbeitete sie in der Synchronisation.

## Filmografie
- 1957: Die Eintagsfliege
- 1957: Nachts, wenn der Teufel kam
- 1958: Heimatlos
- 1959: Der Engel, der seine Harfe versetzte
- 1959: Arzt ohne Gewissen
- 1959: Dorothea Angermann
- 1960: Bis dass das Geld Euch scheidet…
- 1960: Der Jugendrichter
- 1960: Der Schleier fiel…
- 1960: Am grünen Strand der Spree: Preußisches Märchen
- 1961: Ihr schönster Tag
- 1962: Das schwarz-weiß-rote Himmelbett
- 1962: Hauptgewinn: 6 (TV-Serie)
- 1962: Bekenntnisse eines möblierten Herrn
- 1962–1963: Funkstreife Isar 12 (TV-Serie)
- 1963: Das Kriminalmuseum: Die Frau im Nerz
- 1963: Immer emsig (TV)
- 1963: Barras heute
- 1963: Reisender ohne Gepäck (TV)
- 1963: Schwiegerväter (TV)
- 1963: Ein besserer Herr (TV)
- 1964: Ein Leben lang (TV)
- 1964: Ein Sarg aus Hongkong
- 1964: Das Kriminalmuseum: Tödliches Schach
- 1964: Der Aussichtsturm (TV)
- 1964: Furcht und Elend des dritten Reichs (TV)
- 1965: Geld Geld Geld – Zwei Milliarden gegen die Bank von England
- 1965: Sie schreiben mit: Pension 'Zur schönen Aussicht'
- 1966: Wechselkurs der Liebe (TV)
- 1966: Pflicht ist Pflicht (TV)
- 1970: Nachbarn sind zum Ärgern da
- 1970: Hurra, unsere Eltern sind nicht da
- 1971: Hilfe, die Verwandten kommen
- 1973: Im Auftrag von Madame: Die Entführung
- 1978: Der Spinnenmörder (TV)
- 1978: Polizeiinspektion 1: Aus wissenschaftlichen Gründen
- 1979: Parole Chicago (TV-Serie)
- 1979: So 'ne und so 'ne (TV-Serie)
- 1982: Gastspieldirektion Gold (TV-Serie)
- 1982: Sein Doppelgänger (TV)
- 1983: Kehraus
- 1983: Die Krimistunde (Fernsehserie, Folge 6, Episode: "Falsche Perlen")
- 1983: Büro, Büro (TV-Serie)
- 1984: Zinsen des Ruhms (TV)
- 1990: Der Fahnder: Comeback (TV-Serie)
- 1992: Leas Hochzeit (TV)
- 1993: Verlassen Sie bitte Ihren Mann!
- 1996: Ein fast perfekter Seitensprung
- 1997: Eine fast perfekte Scheidung
- 1999: Eine fast perfekte Hochzeit
- 1999: Café Meineid: Ein lieber Bub
- 2000: Ein Königreich für ein Lama (Synchronisation)
- 2001: Tatort – Havarie
- 2001: Atlantis – Das Geheimnis der verlorenen Stadt (Synchronisation)
- 2005: Morgen, Findus, wird’s was geben (Synchronisation)
- 2006: Siska: Liebe vor dem Tod
- 2007: Siska: Der unbekannte Feind
- 2010: Alice im Wunderland (Synchronisation)
- 2012: Aktenzeichen XY … ungelöst (TV-Serie)
- 2013: Wer hat Angst vorm weißen Mann?
- 2014: Gretas Reise
- 2015: Hubert und Staller (Fernsehserie, Folge 66, Episode: "Bis zum letzten Tropfen")
- 2015: Aktenzeichen XY … ungelöst (TV-Serie)
- 2016: Aktenzeichen XY … ungelöst (TV-Serie)
- 2016: Alice im Wunderland: Hinter den Spiegeln (Synchronisation)
- 2017: Aktenzeichen XY … ungelöst (TV-Serie)
- 2017: 2 Sturköpfe im Dreivierteltakt
- 2020: Schönes Schlamassel
- 2021: Um Himmels Willen (Fernsehserie)
- 2021: Beckenrand Sheriff